# Liste der Kreisstraßen im Landkreis Tübingen
Diese Liste enthält die Kreisstraßen im baden-württembergischen Landkreis Tübingen.

## Abkürzungen
- K: Kreisstraße
- L: Landesstraße

## Liste
Die Kreisstraßen behalten die ihnen zugewiesene Nummer nicht bei einem Wechsel in einen anderen Stadt- oder Landkreis. Nicht vorhandene bzw. nicht nachgewiesene Kreisstraßen sind kursiv gekennzeichnet, ebenso Straßen und Straßenabschnitte, die unabhängig vom Grund (Herabstufung zu einer Gemeindestraße oder Höherstufung) keine Kreisstraßen mehr sind.
Der Straßenverlauf wird in der Regel von Nord nach Süd und von West nach Ost angegeben.
| Nr.    | Verlauf |
| ------ | --- |
| K 6900 | L 370 in Weilheim – in Derendingen |
| K 6901 | in Dußlingen – L 230 |
| K 6902 | L 230 – Stockach – K 6904 – K 6903 |
| K 6903 | L 379 in Kirchentellinsfurt – Kusterdingen – – Wankheim – Mähringen – K 6907 – K 6906 – Immenhausen – K 6905 – K 6902 – K 6904 – L 384 in Gomaringen |
| K 6904 | K 6902 in Stockach – K 6903 in Gomaringen |
| K 6905 | K 6903 in Immenhausen – K 6906 |
| K 6906 | K 6903 in Mähringen – K 6905 – Reinenberg – Kreisgrenze – (K 6727 im Landkreis Reutlingen)                                                           |
| K 6907 | Jettenburg – – K 6903 in Mähringen |
| K 6908 | L 379 in Kirchentellinsfurt – K 6909 – K 6910 – Kreisgrenze – (K 6721 im Landkreis Reutlingen)                                                       |
| K 6909 | K 6908 in Kirchentellinsfurt – Kreisgrenze – (K 6723 im Landkreis Reutlingen)                                                                        |
| K 6910 | K 6908 in Kirchentellinsfurt – Kreisgrenze – (K 6722 im Landkreis Reutlingen)                                                                        |
| K 6911 | L 1208 in Tübingen – Lustnau – K 6912 – Pfrondorf – /L 379                                                                                           |
| K 6912 | L 1208 in Dettenhausen – – K 6911 |
| K 6914 | Hagelloch – in Tübingen |
| K 6915 | K 6938 in Oberndorf – L 359 in Poltringen |
| K 6916 | – Breitenholz – Reusten – L 359 – K 6919 in Hailfingen                                                                                               |
| K 6917 | (K 1040 im Landkreis Böblingen) – Kreisgrenze – K 6918 in Altingen                                                                                   |
| K 6918 | (K 1039 im Landkreis Böblingen) – Kreisgrenze – Altingen – K 6917 – L 359                                                                            |
| K 6919 | (K 1037 im Landkreis Böblingen) – Kreisgrenze – Hailfingen – K 6916 – K 6920 – Kreisgrenze – (K 1035 im Landkreis Böblingen)                         |
| K 6920 | K 6919 in Hailfingen – Seebronn – L 361 – K 6939 – Remmingsheim – K 6922 – K 6921 – K 6923 – L 370 in Obernau                                        |
| K 6921 | K 6920 in Remmingsheim – L 370 in Rottenburg am Neckar                                                                                               |
| K 6922 | K 6923 in Wolfenhausen – K 6920 in Remmingsheim |
| K 6923 | (K 1035 im Landkreis Böblingen) – Kreisgrenze – K 6939 – Wolfenhausen – K 6922 – Nellingsheim – K 6920                                               |
| K 6924 | (K 4713 im Landkreis Freudenstadt) – Kreisgrenze – L 370 in Börstingen                                                                               |
| K 6925 | L 370 in Börstingen – K 6941 |
| K 6927 | (K 7116 im Zollernalbkreis) – Kreisgrenze – L 392 |
| K 6928 | K 6942 – Kreisgrenze – (K 7115 im Zollernalbkreis)                                                                                                   |
| K 6929 | L 370 in Bieringen – L 392 in Wachendorf |
| K 6931 | (K 7107 im Zollernalbkreis) – Kreisgrenze – Bodelshausen – Kreisgrenze – (K 7107 im Zollernalbkreis) – Kreisgrenze – L 389 in Bodelshausen           |
| K 6932 | L 389 in Bodelshausen – Kreisgrenze – (K 7106 im Zollernalbkreis)                                                                                    |
| K 6933 | in Bad Sebastiansweiler – L 385 in Mössingen |
| K 6934 | L 384 in Nehren – L 385 in Mössingen |
| K 6936 | K 6945 – Eckenweiler – L 370 in Bieringen |
| K 6937 | (K 4716 im Landkreis Freudenstadt) – Kreisgrenze – L 360                                                                                             |
| K 6938 | K 6916 in Reusten – Oberndorf – K 6915 – L 371 – Wendelsheim – L 361 – Rottenburg am Neckar – L 372 – L 370                                          |
| K 6939 | L 356/L 1184 in Ergenzingen – K 6923 – K 6920 in Seebronn                                                                                            |
| K 6940 | (K 1072 im Landkreis Böblingen) – Kreisgrenze – L 1361 – Baisingen – L 356 – L 360                                                                   |
| K 6941 | (K 4782 im Landkreis Freudenstadt) – Kreisgrenze – Eyach Bahnhof [in der Gemeinde Starzach] – K 6925 – L 392 in Bierlingen                           |
| K 6942 | L 392 in Wachendorf – K 6928 – Kreisgrenze – (K 7166 im Zollernalbkreis)                                                                             |
| K 6943 | L 370 – Schwalldorf – L 390 in Frommenhausen |
| K 6944 | (K 7165 im Zollernalbkreis) – Kreisgrenze – L 392 in Hirrlingen                                                                                      |
| K 6945 | L 356/L 1184 in Ergenzingen – Eckenweiler – K 6936 – Kreisgrenze – (K 4781 im Landkreis Freudenstadt)                                                |